# ピエール・ヴィダル＝ナケ
ピエール・ヴィダル＝ナケ (Pierre Vidal-Naquet; 1930年7月23日 - 2006年7月29日) はフランスの歴史学者（古代ギリシア史専門）。カーン大学、リール大学、リヨン大学、高等研究実習院を経て社会科学高等研究院教授。
邦訳書『ヨーロッパ歴史百科 ― 系譜から見たヨーロッパ文明の歴史』(原書房) の監修者および『三省堂 世界歴史地図』の編集者として知られる。アルジェリア戦争 (1954-1962) ではこれを合法的な独立闘争であるとし、フランス軍による拷問を告発。1957年に当時25歳のアルジェリア共産党員、独立運動家で数学者のモーリス・オーダンがフランス軍に拷問され、失踪した事件について真相究明を求める委員会を結成した。また、歴史修正主義（ホロコースト否認）・反ユダヤ主義を反駁し、『記憶の暗殺者たち』(人文書院) を著した。レジオンドヌール勲章、ギリシアのフェニックス勲章を受けた。

## 経歴・功績

### ユダヤ人家系、拷問、強制収容所

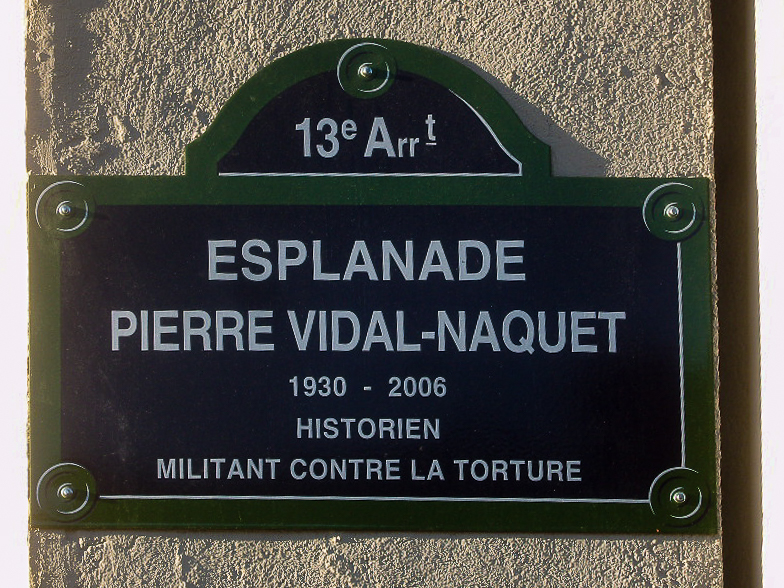
パリ13区ピエール・ヴィダル＝ナケ広場 1930-2006 歴史学者 拷問反対の活動家

ピエール・ヴィダル＝ナケは1930年7月23日、パリ7区で弁護士リュシアン・ヴィダル＝ナケとマルグリット・ヴァラブレーグの間に生まれた。ヴィダル＝ナケ家は、南東部のアヴィニョンを中心として、従来、教皇領の飛び地であったコンタ・ヴネサンに住んでいた「教皇のユダヤ人」の家系で、同じ家系に音楽家のダリウス・ミヨー (1892-1974)、離婚の合法化と政教分離法の成立に貢献した政治家・社会運動家のアルフレッド・ナケ(1834-1916) がいる。
1939年、ピエールが9歳のときに第二次世界大戦が勃発し、翌年からユダヤ人の社会的階級を低下させ、市民権を剥奪することを目的とした一連の法律（ヴィシー政権によるユダヤ人並びに外来者に対する法）が施行され、ユダヤ人弁護士の排除に関する1941年7月16日付法律により、父リュシアンは弁護士の仕事を続けることができなくなった。一家はユダヤ教の宗教実践とは縁遠くライック（非宗教）で熱心な共和派、ドレフュス擁護派であった。ピエール・ヴィダル＝ナケは後年、「1941年末か1942年初めの頃に父から聞いたドレフュス事件のことは、私の人生に深く刻まれることになった。私が政治、道徳および歴史を学んだのもドレフュス事件を通してであった」と語っている。父リュシアンはレジスタンスに参加したが、パリ陥落後に一家でマルセイユに移った。1944年5月、両親がナチス・ドイツにより逮捕され、拷問を受けた挙句、アウシュヴィッツ強制収容所に送られ、殺害された。後に彼は「歴史家としてひたすら象牙の塔に立てこもって研鑽を積むのとは違い」、特にアルジェリア民族解放戦線 (FLN) の活動家らに対するフランス軍の拷問を告発することになるが、「歴史家は市民生活に参加しなければならない。ご存知のように、私の父は強制収容所に送られる前にマルセイユでゲシュタポから拷問を受けた。フランス人将校や警察官がインドシナやマダガスカルで、そして後にアルジェリアで同じように拷問を繰り返しているのかと思うと身の毛がよだつ。私の行動はひとえにこの絶対的な嫌悪感から生じている。これはある意味で愛国心である」と語っている。
1947年にバカロレアを取得した後、パリのアンリ4世高等学校および後にマルセイユのティエール高等学校の高等師範学校文科受験準備クラスで学んだ。この間、シュルレアリズムの作家（アンドレ・ブルトン、ルネ・シャール、アントナン・アルトー）を中心に文学に深い関心を寄せる一方、アナール学派の歴史学者マルク・ブロック（1944年、ナチス・ドイツにより銃殺）の特に『奇妙な敗北』に深い感銘を受け、歴史学者を志す契機となった。1955年、歴史学のアグレガシオン（一級教員資格）（および古典文学の中等教育教員適性証書）を取得した。また、後の1974年に文学博士号を取得した。

### 教歴・研究歴
1955年から1956年までオルレアンのポティエ高等学校で教鞭を執る傍ら、フランス人民戦線内閣の首班レオン・ブルム (1872-1950) の著書の編集に携わった。1956年から1961年までカーン大学文学部助手として古代ギリシア史の講座を担当。高等研究実習院でジャン＝ピエール・ヴェルナンに師事した。1961年から1962年までリール大学文学部助手を務めた。1962年から1964年まで国立科学研究センター研究員。引き続き、高等研究実習院でジャン＝ピエール・ヴェルナンのセミナーに出席するほか、古代文明における戦争の社会学、パピルス学、ギリシア碑文研究などの講座を受講し、クレタ島やサモス島で考古学研究を行った。ピエール・レヴェックとの共著で『アテナイ人クレイステネス』を『アナール』誌に発表。また、まだフランス語に翻訳されていなかった『オデュッセウスの世界』の著者モーゼス・フィンリーの研究を『アナール』誌で紹介した。1964年から1966年までリヨン大学文学部助教授を務めた後、1966年に高等研究実習院第6部門（経済学・社会学）（部門長：フェルナン・ブローデル）の副指導教授として着任。1969年から1975年まで同第6部門指導教授。1975年に同第6部門が独立して社会科学高等研究院になってからも1997年に退官するまで指導教授を務め、さらに1985年からは（ジャン＝ピエール・ヴェルナンが創設した）ルイ・ジェルネ古代社会比較研究センター所長を兼任した。
古代ギリシア史のほか、ユダヤ史、地中海史についても研究し、著書を発表している。

### 政治・社会活動
ヴィダル＝ナケは歴史学者としてだけでなく、政治・社会活動においても重要な役割を果たした。

#### アルジェリア戦争、オーダン事件
アルジェリア戦争 (1954-1962) 下の1957年、ヴィダル＝ナケは、当時25歳のアルジェリア共産党員、独立運動家で数学者のモーリス・オーダンがフランス軍に拷問され、失踪した事件について真相究明を求める委員会「オーダン委員会」を結成した。翌1958年には著書『オーダン事件』を発表（1989年に増補新版）。併せて、証拠として収集した記事や資料を掲載した『証言と資料』を発行し、1960年にはジャーナリストのロベール・バラ、ポール・ティボーらの協力を得て『証言と資料』続編の『ヴェリテ＝リベルテ（真実・自由）』を発行した。同年、「アルジェリア戦争における不服従の権利に関する宣言」と題する「121人のマニフェスト」― アルジェリア戦争を合法的な独立闘争であると認め、フランス軍が行っている拷問を非難し、フランス人の良心的兵役拒否者を政府が尊重することを政府と市民によびかける公開状 ― に署名し、9月6日に『ヴェリテ＝リベルテ』誌に掲載した。さらに、1962年には著書『レゾン・デタ（国家理由）』を発表し、アルジェリア戦争下で民族解放戦線 (FLN) の活動家らに対して行われたフランス軍の拷問を告発した。
2018年9月13日、エマニュエル・マクロン大統領は、モーリス・オーダンは拷問中に死亡、あるいは処刑されたと発表。背景には治安部隊による反体制派「容疑者」の逮捕・拘禁を認めた法制度があったとし、歴代大統領で初めて、植民地の「汚い戦争」で組織的な国家責任に踏み込んだ発言をした。さらに、独立戦争中に失踪した大勢のフランスとアルジェリアの民間人と兵士に関するフランス当局の資料を公開する意向を示した。アルジェリア独立戦争・植民地主義専門の歴史学者シルヴィ・テノは、『ル・モンド』紙に掲載された「やっと国が責任を認めた」と題する記事で、「責任性を希釈化しても消却できるものではない。犯罪人の懲罰を得るためではなく、真実を正面から見ることができることによって過去を清算できるのである」というヴィダル＝ナケの言葉を引用している。

#### 監獄情報グループ
1971年、ミシェル・フーコー、ジャン＝マリー・ドムナックと共に「監獄情報グループ(GIP)」を結成した。これは監獄における日常について調査し、受刑者の声を特に知識人、医師、判事、社会福祉士らに伝えることで、文字通り壁を取り払うことを目的としていた。

#### 歴史修正主義（ホロコースト否認）反駁
1981年、歴史修正主義（ホロコースト否認）・反ユダヤ主義を反駁する『記憶の暗殺者たち』を著した。『エスプリ』や『ル・モンド』に掲載された記事、社会科学高等研究院での講演録などをまとめたものであり、1987年に増補新版が出版され、この邦訳が1995年に出版された。原著は2005年にさらに増補新版が出版された。アイヒマン裁判におけるアドルフ・アイヒマンの抗弁、アウシュヴィッツ強制収容所のガス室の存在を否定したロベール・フォーリソンと、彼の著書の序文を書き、フォーリソンの論には賛成できないが、このような意見を公表する権利を支持すると、ヴォルテール的な表現の自由を支持したノーム・チョムスキーの主張など、否認論者の言説を分析し、論駁している。

#### ユダヤ人のもう一つの声
2003年、中東問題においてアリエル・シャロンの強攻策およびこれを黙認するイスラエル人に反対し、パレスチナ人との団結を表明する宣言書「ユダヤ人のもう一つの声」に署名した。

#### 歴史の自由
2005年12月13日、ヴィダル＝ナケのイニシアティブにより19人の歴史学者が「歴史の自由」を訴え、請願書を『リベラシオン』紙に掲載。600人以上の署名を集めた。この訴えは、近年、ますます頻繁に政治が過去の出来事の評価に介入するようになり、歴史家や思想家が裁判に巻き込まれることが多くなった事態を憂慮し、歴史は宗教、道徳、記憶などではなく科学であり、したがって、歴史学にとって重要なのは厳密な方法による事実の確定であり、決して過去を裁くことではない、自由な国において歴史的事実を確定する権利を有するのは議会や司法当局ではないという趣旨である。さらに、1) ゲソー法（人種差別、反ユダヤ主義その他の排外主義的行為を抑圧するための1990年7月13日付法律、2) アルメニア法（1905年のアルメニアにおけるジェノサイドを確認する2001年1月29日付法律）、3) トビラ法（奴隷売買と奴隷制度を人道に反する罪と認める2001年5月21日付法律）の規定の一部はこうした原則に反するものであるとした。この「歴史の自由」の訴えは大きな反響を呼んだ。特にゲソー法に含まれる言論の自由を制限する内容は、極右政党国民戦線のヘイトスピーチ的・歴史修正主義的な言説へのやむを得ない対抗手段であったからである。

## 著書

### 古代史
- Clisthène l'Athénien (アテナイ人クレイステネス), ピエール・レヴェックとの共著, Les Belles Lettres, 1964
- Le Bordereau d'ensemencement dans l'Égypte ptolémaïque (プトレマイオス朝エジプトにおける播種明細), Bruxelles, Association égyptologique Reine Élisabeth, 1967
- Économies et Sociétés en Grèce ancienne. Périodes archaïque et classique (古代ギリシアの経済・社会 ― アルカイック期・古典期), ミシェル・オースタンとの共著, Armand Colin, 1972
- Mythe et Tragédie en Grèce ancienne (古代ギリシア神話・悲劇), ジャン＝ピエール・ヴェルナンとの共著, François Maspero, 1972, La Découverte, 2005
- La Grèce ancienne. I: Du mythe à la raison (古代ギリシア ― 神話から理性へ), ジャン＝ピエール・ヴェルナンとの共著, Seuil, coll. Points Essais, 1990
- La Grèce ancienne. II: L'Espace et le Temps (古代ギリシア ― 空間と時間), ジャン＝ピエール・ヴェルナンとの共著, Seuil, coll. Points Essais, 1991
- La Grèce ancienne. III: Rites de passage et Transgressions (古代ギリシア ― 通過儀礼と違反), ジャン＝ピエール・ヴェルナンとの共著, Seuil, coll. Points Essais, 1992
- Œdipe et ses mythes (オイディプスとその神話), ジャン＝ピエール・ヴェルナンとの共著, Complexe, 2001
- Travail et esclavage en Grèce ancienne (古代ギリシアの労働と奴隷制), ジャン＝ピエール・ヴェルナンとの共著, Complexe, 2002
- Le Chasseur noir. Formes de pensées et formes de société dans le monde grec (黒い狩猟者 ― ギリシア世界における思考様式と社会形態), Maspero, 1981, La Découverte, 2005
  - 本著の内容に関連する『アナール』誌掲載の論文「黒い狩猟者とアテナイ青年軍事教練の起源 (1968年)」(アパトゥリア祭 / クリュプテイア / 対極性と変装 / 狩猟 / メラントスの神話)

渡名喜庸哲訳, 叢書『アナール 1929-2010』歴史の対象と方法（エマニュエル・ル・ロワ・ラデュリ & アンドレ・ビュルギエール監修、浜名優美監訳、藤原書店）第III巻：1958-1968 (2013年12月刊) 所収

- La Démocratie grecque vue d'ailleurs (別の観点から見たギリシアの民主主義), Flammarion, 1990
- Les Grecs, les historiens et la démocratie (ギリシア人、歴史学者、民主主義), La Découverte, 2000
- Le Miroir brisé : tragédie athénienne et politique (割れた鏡 ― アテナイの悲劇と政治), Les Belles Lettres, 2002 (新版)
- Le Monde d'Homère (ホメーロスの世界), Librairie académique Perrin, 2000
- Fragments sur l'art antique (古代芸術に関する断想), Agnès Viénot, 2002
- L'Atlantide. Petite histoire d'un mythe platonicien (アトランティス ― プラトン神話小史), Les Belles Lettres, 2005
- Flavius Arrien entre deux mondes (2つの世界の間のフラウィオス・アッリアノス), Histoire d'Alexandre. L'Anabase d'Alexandre le Grand et L'Inde , Minuit, coll. Arguments, 1984
(『アレクサンドロス大王伝 － アレクサンドロス東征記およびインド誌』、仏語訳版あとがき)
- Du bon usage de la trahison (裏切りの適切な使用法), フラウィウス・ヨセフスの『ユダヤ戦記』の翻訳の序文), Minuit, coll. Arguments, 1988
- Histoire de l'humanité : De la Préhistoire à la fin du XXe siècle, Hachette (Collection : Atlas Hachette), 1992
  - 『三省堂 世界歴史地図』ピエール・ヴィダル＝ナケ編, 樺山紘一監訳, 三省堂, 1995
- Généalogie de l'Europe : De la préhistoire au xxe siècle, Hachette (Collection : Librairie européenne des idées), 1994
  - 『アシェット版 図説 ヨーロッパ歴史百科 ― 系譜から見たヨーロッパ文明の歴史』原書房, 2007[23]

ピエール・ラメゾン編、ピエール・ヴィダル＝ナケ監修、樺山紘一監訳

### 現代史

#### アルジェリア戦争
- L'Affaire Audin, 1957-1978 (オーダン事件 ― 1957-1978), Minuit, 1989 (増補新版)
- La Torture dans la République : essai d'histoire et de politique contemporaine 1954-1962 (共和国における拷問 ― 現代史・現代政治評論), Minuit, 1972
- Face à la raison d’État. Un historien dans la guerre d’Algérie (レゾン・デタに直面して ― アルジェリア戦争における一歴史学者), La Découverte, collection « Cahiers libres », 1989
- Les Crimes de l'armée française, Algérie 1954-1962 (フランス軍の犯罪 ― アルジェリア 1954-1962), La Découverte, 2001, 2001年版序文
- « L'affaire Audin par les tracts (チラシに見るオーダン事件) », Revue de la Bibliothèque nationale de France (フランス国立図書館論叢), 第10号, 2002; p. 35-41.
- La Raison d'État (レゾン・デタ). オーダン委員会が公表した資料, Minuit, 1962, (新版) La Découverte, 2002, 2002 年版序文
- « Une fidélité têtue. La résistance française à la guerre d'Algérie (頑固一徹 ― アルジェリア戦争に対するフランスの抵抗 », Vingtième siècle. Revue d'histoire (20世紀 ― 歴史論叢), 第10号, 1986.
- La guerre révolutionnaire et la tragédie des harkis (革命戦争とアルキの悲劇), 1962年11月11日・12日『ル・モンド』紙掲載

#### ユダヤ史、歴史修正主義（ホロコースト否認）
- Les Assassins de la mémoire, La Découverte, 1987
  - 『記憶の暗殺者たち』石田靖夫訳, 人文書院, 1995
- Les Juifs, la mémoire et le présent (ユダヤ人 ― 記憶と現在) 全3巻, La Découverte, 1991-1995
- « Présentation du journal tenu par Lucien Vidal-Naquet (父リュシアン・ヴィダル＝ナケの日記の紹介», 1942年9月15日から1944年2月29日までの日記, Annales (アナール), 1993

#### レジスタンス
- Le Trait empoisonné. Réflexions sur l'affaire Jean Moulin (裏切られた行為 ― ジャン・ムーラン事件に関する考察), La Découverte, 1993, 2002

#### 五月革命 (1968)
- Journal de la commune étudiante. Textes et documents. Novembre 1967 - juin 1968 (学生コミューン日誌 ― 記事・資料 1967年11月 - 1968年6月), アラン・シュナップとの共著, Seuil, 1969, (増補新版) 1988

### 回想録
- Mémoires - La brisure et l'attente (回想録 ― 断絶と期待), 1930-1955, 第1巻, Seuil, 1998
- Mémoires - Le trouble et la lumière (回想録 ― 不安と理性), 1955-1998, 第2巻, Seuil, 1998

### その他
インタビュー La vérité de l’indicatif (直説法の真実)
Pierre Vidal-Naquet : 伝記、著書からの抜粋、インタビュー、新聞記事、追悼の辞などを掲載